# 1965-ös bajnokcsapatok Európa-kupája-döntő
Az 1964–1965-ös bajnokcsapatok Európa-kupája (BEK) döntőjét 1965. május 27-én rendezték a milánói San Siróban. A döntőben az olasz Internazionale és a portugál Benfica találkozott.
A döntőt az Internazionale nyerte 1–0-ra, amivel megvédve címét.

## A döntő részletei
| 1965. május 27. |

| Internazionale | 1–0               | Benfica |
| -------------- | ----------------- | ------- |
| Jair 42'       | (1–0) Jegyzőkönyv |         |

| San Siro, Milánó Nézőszám: 89 000 Játékvezető: Gottfried Dienst ( Svájc) |

| Internazionale | Benfica |

| INTERNAZIONALE: |    |                    |
|                 |    |                    |
| GK              | 1  | Giuliano Sarti     |
| RB              | 2  | Tarcisio Burgnich  |
| LB              | 3  | Giacinto Facchetti |
| DM              | 4  | Gianfranco Bedin   |
| CB              | 5  | Aristide Guarneri  |
| SW              | 6  | Armando Picchi     |
| RW              | 7  | Jair da Costa      |
| FW              | 8  | Sandro Mazzola     |
| FW              | 9  | Joaquín Peiró      |
| CM              | 10 | Luis Suárez        |
| CM              | 11 | Mario Corso        |
| Vezetőedző:     |    |                    |
| Helenio Herrera |    |                    |

| BENFICA:      |    |                 |
|               |    |                 |
| GK            | 1  | Costa Pereira   |
| RB            | 2  | Domiciano Cavém |
| CB            | 3  | Fernando Cruz   |
| CB            | 4  | Germano         |
| LB            | 5  | Raul Machado    |
| DM            | 6  | José Neto       |
| CM            | 7  | José Augusto    |
| CM            | 8  | Mário Coluna    |
| FW            | 9  | José Torres     |
| FW            | 10 | Eusébio         |
| LW            | 11 | António Simões  |
| Vezetőedző:   |    |                 |
| Schwartz Elek |    |                 |

| Az 1964–65-ös bajnokcsapatok Európa-kupájának győztese |
| Internazionale 2. cím                                  |
| ← 1963–64 Internazionale                               |
| Real Madrid 1965–66 →                                  |

## Lásd még
- 1964–1965-ös bajnokcsapatok Európa-kupája

## Külső hivatkozások
- Az 1964–65-ös BEK-szezon mérkőzéseinek adatai az rsssf.com (angolul)